# دولت چین

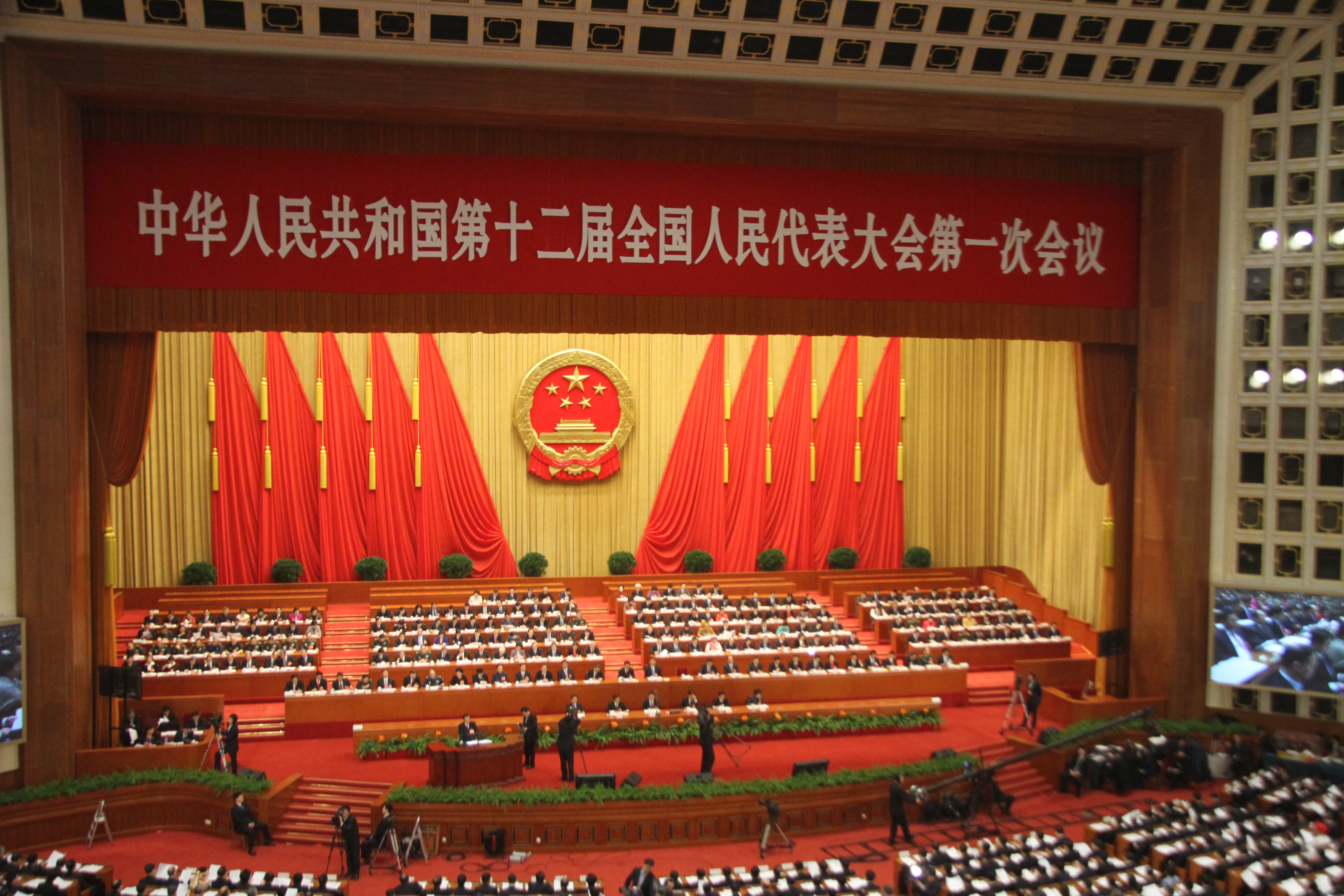
اولین نشست دوازدهمین کنگره ملی خلق در تالار بزرگ مردم پکن

دولت جمهوری خلق چین در مجموع تسلط دولتی در چین تحت رهبری سیاسی انحصاری حزب کمونیست چین (CPC) است. این حکومت از قوه‌های مقننه، مجریه، نظامی، نظارتی، قضاییه و دادرسی تشکیل شده است.
ارگان‌های اصلی قدرت دولتی کنگره ملی خلق (NPC)، رئیس‌جمهور و شورای دولتی هستند. اعضای شورای دولتی شامل نخست‌وزیر، تعداد متغیری از معاونان نخست‌وزیر، پنج مشاور دولتی (بنا بر پروتکل برابر با معاونین نخست‌وزیر اما دارای مسئولیت‌های کمتر)، دبیرکل، و در حال حاضر ۲۶ وزیر و سایر روسای ادارات در سطح کابینه هستند. در راس کمیسیون نظامی مرکزی (CMC) رئیس آن، که فرمانده کل نیروهای مسلح ملی از جمله ارتش آزادیبخش خلق (PLA)، پلیس مسلح خلق (PAP) و شبه نظامیان است قرار دارد.
کنگره ملی خلق با کنترل بر قانون اساسی و قوانین پایه و همچنین بر انتخاب و نظارت بر مقامات سایر ارگان‌های دولتی، قدرت نهایی حکومت است. کنگره سالانه به مدت حدود دو هفته در یک سال برای بررسی و تصویب دستورالعمل‌های عمده سیاست‌های جدید، قوانین، بودجه و تغییرات عمده کارکنان تشکیل جلسه می‌دهد. از طرف دیگر، کمیته دائمی NPC (NPCSC) یک ارگان قانونگذاری دائمی است که بیشتر قوانین ملی را تصویب می‌کند، قانون اساسی و قوانین را تفسیر می‌کند و بررسی قانون اساسی را انجام می‌دهد. رئیس‌جمهور با توجه به تصمیمات گرفته شده توسط کمیته دائمی به عنوان رئیس کشور تشریفاتی عمل می‌کند، اما از قدرت مستقل برای معرفی نخست‌وزیر شورای دولتی استفاده می‌کند. معاون رئیس‌جمهور جداگانه توسط کنگره ملی خلق انتخاب شده است، خود قدرت ندارد، اما به رئیس‌جمهور کمک می‌کند.